# العلاقات الليبية الليتوانية
العلاقات الليبية الليتوانية هي العلاقات الثنائية التي تجمع بين ليبيا وليتوانيا.

## مقارنة بين البلدين
هذه مقارنة عامة ومرجعية للدولتين:
| وجه المقارنة                                              | ليبيا                                       | ليتوانيا                                                    |
| --------------------------------------------------------- | ------------------------------------------- | ----------------------------------------------------------- |
| المساحة (كم2)                                             | 1.76 مليون                                  | 65.30 ألف                                                   |
| عدد السكان (نسمة)                                         | 6.37 مليون                                  | 2.79 مليون                                                  |
| الكثافة السكانية (ن./كم²)                                 | 3.62                                        | 42.73                                                       |
| العاصمة                                                   | طرابلس                                      | فيلنيوس، كاوناس                                             |
| اللغة الرسمية                                             | اللغة العربية، اللغة العربية الفصحى الحديثة | اللغة الليتوانية                                            |
| العملة                                                    | دينار ليبي                                  | ليتاس ليتواني، يورو                                         |
| الناتج المحلي الإجمالي (بليون دولار)                      | 50.98 مليار                                 | 47.17 مليار                                                 |
| الناتج المحلي الإجمالي (تعادل القوة الشرائية) بليون دولار | 69.32 مليار                                 | 84.06 مليار                                                 |
| الناتج المحلي الإجمالي الاسمي للفرد دولار أمريكي          |                                             | 14.15 ألف                                                   |
| الناتج المحلي الإجمالي للفرد دولار أمريكي                 | 15.60 ألف                                   | 27.69 ألف                                                   |
| مؤشر التنمية البشرية                                      | 0.724                                       | 0.839                                                       |
| رمز المكالمات الدولي                                      | +218                                        | +370                                                        |
| رمز الإنترنت                                              | .ly                                         | .lt                                                         |
| المنطقة الزمنية                                           | ت ع م+02:00، توقيت شرق أوروبا               | ت ع م+02:00، ت ع م+03:00، أوروبا/فيلنيوس ‏، توقيت شرق أوروبا |

## منظمات دولية مشتركة
يشترك البلدان في عضوية مجموعة من المنظمات الدولية، منها:
| علم المنظمة | اسم المنظمة                        | تاريخ انضمام ليبيا | تاريخ انضمام ليتوانيا |
| ----------- | ---------------------------------- | ------------------ | --------------------- |
|             | البنك الدولي للإنشاء والتعمير      | 17 سبتمبر 1958     | 6 يوليو 1992          |
|             | منظمة حظر الأسلحة الكيميائية       | ?                  | ?                     |
|             | الأمم المتحدة                      | 14 ديسمبر 1955     | 17 سبتمبر 1991        |
|             | منظمة الشرطة الجنائية الدولية      | ?                  | ?                     |
|             | وكالة ضمان الاستثمار متعدد الأطراف | 5 أبريل 1993       | 8 يونيو 1993          |
|             | يونسكو                             | 27 يونيو 1953      | 7 أكتوبر 1991         |
|             | مؤسسة التنمية الدولية              | 1 أغسطس 1961       | 23 سبتمبر 2011        |
|             | مؤسسة التمويل الدولية              | 18 سبتمبر 1958     | 15 يناير 1993         |
|             | الاتحاد البريدي العالمي            | ?                  | ?                     |
|             | الاتحاد الدولي للاتصالات           | 3 فبراير 1953      | 1 يوليو 1923          |

## وصلات خارجية
- موقع وزارة الخارجية الليبية
- موقع وزارة الخارجية الليتوانية